# مضارع تام

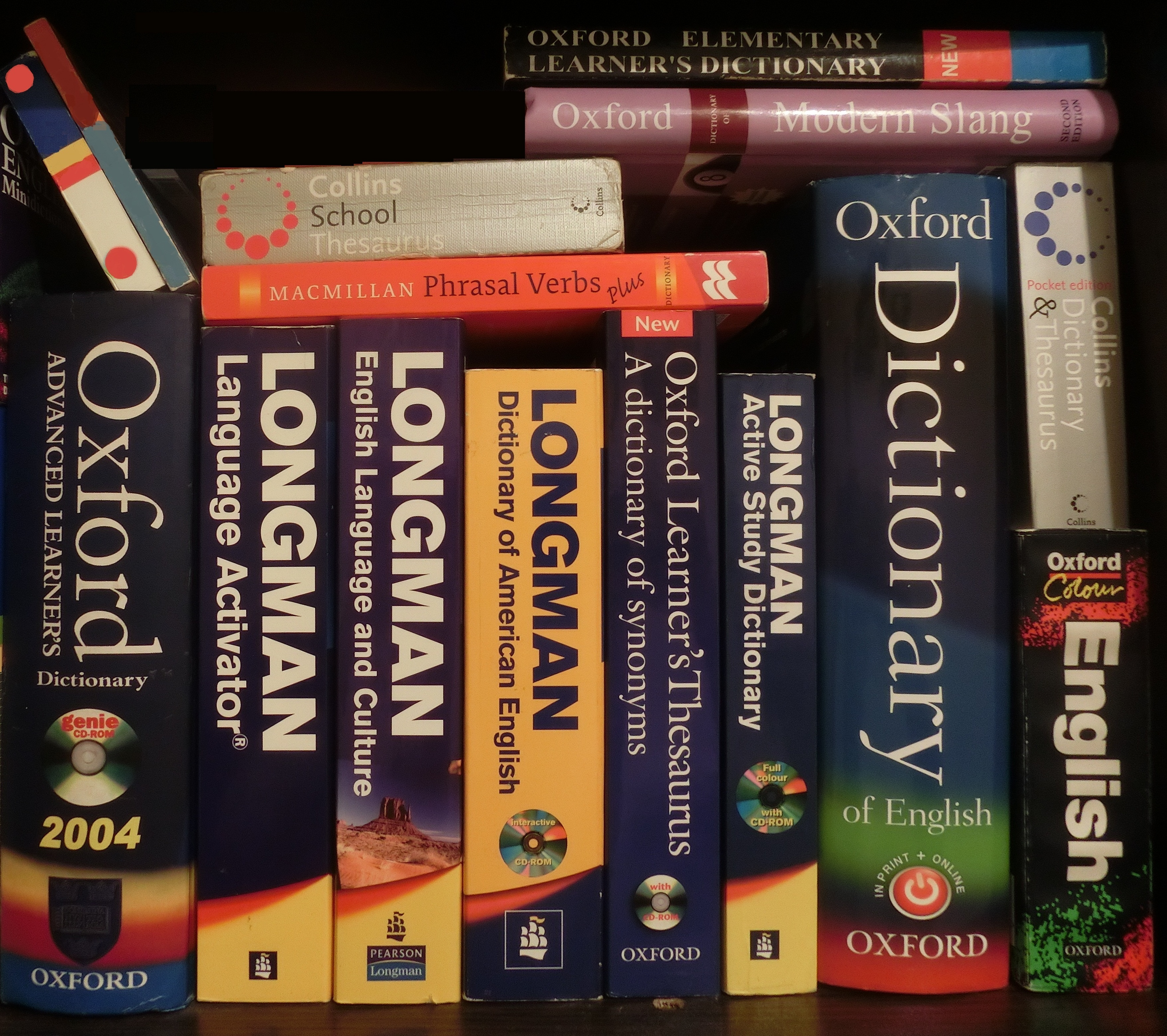

المضارع التام (بالإنجليزية: present perfect) هو مزيج من الزمن المضارع والصيغة التامة يستخدم للتعبير عن حدث في الماضي له أثر على الحاضر. يستخدم اللفظ خصوصا في سياق قواعد اللغة الإجليزية للإشارة إلى أشكال مثل:

هذه الأشكال هي مضارعة لأنها تستخدم الفعل المساعد "have" وهي تامة لأنها تستخدم ذلك الفعل المساعد مع اسم المفعول للفعل الرئيسي. وهناك أشكال تامة أخرى مثل الماضي التام: 